# Super Tourenwagen Cup 1994
Super Tourenwagen Cup 1994 – pierwszy sezon mistrzostw niemieckiej serii Super Tourenwagen Cup, w której brały udział samochody spełniające regulamin FIA Super Touring Cars. W klasyfikacji generalnej zwyciężył Wenezuleczyk – Johnny Cecotto.

## Kalendarz
| Runda | Data        | Tor               | Zwycięski kierowca | Zwycięski zespół           |
| ----- | ----------- | ----------------- | ------------------ | -------------------------- |
| 1     | 1 maja      | AVUS              | Frank Biela        | Racing Organisation Course |
| 2     | 12 czerwca  | Wunstorf          | Frank Biela        | Racing Organisation Course |
| 3     | 3 lipca     | Zolder            | Johnny Cecotto     | BMW Motorsport             |
| 4     | 17 lipca    | Zandvoort         | Frank Biela        | Racing Organisation Course |
| 5     | 7 sierpnia  | Österreichring    | Altfrid Heger      | BMW Motorsport             |
| 6     | 28 sierpnia | Salzburgring      | Johnny Cecotto     | BMW Motorsport             |
| 7     | 11 września | Spa-Francorchamps | Johnny Cecotto     | BMW Motorsport             |
| 8     | 25 września | Nürburgring       | Johnny Cecotto     | BMW Motorsport             |

## Zestawienie kierowców i teamów
| Nr | Kierowca              | Team                       | Samochód                    |
| -- | --------------------- | -------------------------- | --------------------------- |
| 2  | Johnny Cecotto        | BMW Motorsport             | BMW 318i                    |
| 3  | Alexander Burgstaller | BMW Motorsport             | BMW 318i                    |
| 4  | Frank Biela           | Racing Organisation Course | Audi 80 Quattro Competition |
| 5  | Emanuele Pirro        | Racing Organisation Course | Audi 80 Quattro Competition |
| 6  | Bruno Eichmann        | Eggenberger Motorsport     | Ford Mondeo                 |
| 7  | Thierry Boutsen       | Eggenberger Motorsport     | Ford Mondeo                 |
| 8  | Yolanda Surer         | BMW Team Isert             | BMW 318i                    |
| 9  | Marcus Oestereich     | Wolf Racing                | Ford Mondeo                 |
| 11 | Altfrid Heger         | BMW Team Schneider         | BMW 318i                    |
| 12 | Vaclav Bervid         | Bervid Sport Styling       | BMW 318i                    |
| 14 | Peter Kox             | BMW Team Isert             | BMW 318i                    |
| 15 | Mario Hebler          | GH Sport                   | Opel Astra GSi              |
| 15 | Roberto Ravaglia      | BMW Team Bigazzi           | BMW 318i                    |
| 18 | Patrick Huisman       | BMW Team Schneider         | BMW 318i                    |
| 19 | Franz Engstler        | BMW Team Schneider         | BMW 318i                    |
| 20 | Dieter Quester        | BMW Team Isert             | BMW 318i                    |
| 22 | Raymond Coronel       | Nissan Castrol Racing      | Nissan Primera              |
| 23 | Michael Bartels       | Nissan Castrol Racing      | Nissan Primera              |
| 24 | Ivan Capelli          | Nissan Castrol Racing      | Nissan Primera              |
| 25 | Joachim Winkelhock    | BMW Team Bigazzi           | BMW 318i                    |
| 26 | Miloš Bychl           | Bychl-Euroracing           | BMW 318is                   |
| 27 | Marco Werner          | Lauderbach Motorsport      | Opel Astra GSi              |
| 29 | Michael Heigert       | Bervid Sport Styling       | BMW 318is                   |
| 30 | Klaus Panchyrz        | Wolf Racing                | Ford Mondeo                 |
| 31 | Marc Duez             | Valier Motorsport          | BMW 318i                    |
| 32 | Thierry Tassin        | Valier Motorsport          | BMW 318i                    |
| 33 | René Hollinger        | Ecurie Basilisk            | Mitsubishi Lancer GTi       |
| 36 | Philip Müller         | Bemani                     | Toyota Carina E             |
| 40 | Rinaldo Capello       | Racing Organisation Course | Audi 80 Quattro Competition |
| 41 | Philippe Adams        | Belgian Audi Club          | Audi 80 Quattro Competition |
| 43 | Oliver Tichy          | SMS                        | Audi 80 Quattro Competition |
| 44 | Hans-Joachim Stuck    | SMS                        | Audi 80 Quattro Competition |
| 45 | Patrick Bernhardt     | SMS                        | Audi 80 Quattro Competition |

## Klasyfikacja generalna
| Super Tourenwagen Cup 1994 | Super Tourenwagen Cup 1994 | Super Tourenwagen Cup 1994 |
| Pozycja                    | Kierowca                   | Pkt                        |
| -------------------------- | -------------------------- | -------------------------- |
| 1                          | Johnny Cecotto             | 107                        |
| 2                          | Frank Biela                | 98                         |
| 3                          | Emanuele Pirro             | 87                         |
| 4                          | Altfrid Heger              | 77                         |
| 5                          | Markus Oestereich          | 43                         |
| 6                          | Michael Bartels            | 33                         |
| 7                          | Rinaldo Capello            | 32                         |
| 8                          | Alexander Burgstaller      | 29                         |
| 9                          | Hans-Joachim Stuck         | 29                         |
| 10                         | Thierry Boutsen            | 23                         |
| 11                         | Ivan Capelli               | 21                         |
| 12                         | Patrick Bernhardt          | 15                         |
| 13                         | Joachim Winkelhock         | 12                         |
| 14                         | Peter Kox                  | 8                          |
| 15                         | Klaus Panchyrz             | 8                          |
| 16                         | Philippe Adams             | 6                          |
| 17                         | Bruno Eichmann             | 5                          |
| 18                         | Thierry Tassin             | 4                          |
| 19                         | Marco Werner               | 4                          |
| 20                         | Roberto Ravaglia           | 3                          |
| 21                         | Marc Duez                  | 2                          |
| 22                         | Yolanda Surer              | 1                          |
| 23                         | Oliver Tichy               | 1                          |